# くりぃむナンチャラ
『くりぃむナンチャラ』は、2014年4月5日から2020年9月19日までテレビ朝日で放送されていたバラエティ番組。

## 概要
2011年秋から継続放送中のくりぃむシリーズ『ソフトくりぃむ』『ゴリゴリくりぃむ』『ガリガリくりぃむ』『グリグリくりぃむ』『ギリギリくりぃむ企画工場』に続く、くりぃむしちゅーの冠深夜番組の第6弾。
番組名は、同深夜帯のくりぃむしちゅーの番組のタイトルがコロコロ変わるので一般に「くりぃむのなんちゃら～」とか言われていたものをそのまま採用した。企画・内容・ゲストなどは、以前の番組とほとんど変わっていない。
当番組から放送時間が、火曜日1時台（月曜深夜）の『ネオバラ2』枠から土曜日2時台（金曜深夜）に変更された。
原則毎月最終金曜の翌日土曜は『朝まで生テレビ!』を放送のため休止となる。
そのため移動前の番組より休止になる機会が多くなっている。
放送が金曜深夜2時過ぎという事もあり、視聴率は時間帯相応となっている。2020年2月8日放送回では笑福亭鶴瓶が自身が出演するテレビ東京のドラマの番宣（放送時はピーで伏せられていた）でゲスト出演した際に、この番組の視聴率についてくりぃむ2人に尋ねたところ、有田「視聴率2%いったら祝杯」、上田「無人島で告知してるのと変わらない」などと、この番組が告知には向かない事を示していた。
2018年7月7日、14日に放送された「もうええわを言わない相方たち」がギャラクシー賞7月度月間賞を受賞した。
2020年秋のテレビ朝日の深夜番組を中心とした大改編に伴い、当番組は9月限りで6年半にわたる放送を終了。ただし、くりぃむシリーズは水曜日2時台（火曜深夜）の『バラバラ大作戦』第1部枠へ移動した上で『にゅーくりぃむ』として継続する。

## 出演者
レギュラー(司会)
- くりぃむしちゅー（上田晋也・有田哲平）

## 放送リスト

### 2014年
| 回 | 放送日   | 放送内容                             | ゲスト | その他出演者                                          | 備考 |
| -- | -------- | ------------------------------------ | --- | ----------------------------------------------------- | ---- |
| 1  | 4月5日   | 小一時間選手権                       | 博多大吉（博多華丸・大吉）                                                                                   | 大家志津香（AKB48）                                   |      |
| 2  | 4月12日  | MYイイ所BEST3                        | 吉村崇（平成ノブシコブシ） 大家志津香（AKB48）                                                               |                                                       |      |
| 3  | 4月19日  | 小一時間選手権                       | 博多大吉（博多華丸・大吉）                                                                                   |                                                       |      |
| 4  | 5月3日   | ちゃんとしよう選手権                 | 井上聡（次長課長） 鈴木拓（ドランクドラゴン） 徳井健太（平成ノブシコブシ）                                   |                                                       |      |
| 5  | 5月10日  | 八木にバレずに何回言えるか選手権     | サバンナ 菊地亜美                                                                                            |                                                       |      |
| 6  | 5月17日  | 上田に毒舌選手権                     | 田中卓志（アンガールズ） 平子祐希（アルコ&ピース） 藤森慎吾（オリエンタルラジオ） 吉村崇（平成ノブシコブシ） |                                                       |      |
| 7  | 5月24日  | ちょうどいいサッカー知識選手権       | 土田晃之 酒井健太（アルコ＆ピース）                                                                          |                                                       |      |
| 8  | 6月7日   | ミニスカート陸上                     | アントニー（マテンロウ） 河本準一（次長課長） 内藤大助                                                       |                                                       |      |
| 9  | 6月21日  | みなさんが一緒だから食べてみたい     | 飯尾和樹（ずん） 博多大吉（博多華丸・大吉）                                                                  | 橋本直（銀シャリ）                                    |      |
| 10 | 7月5日   | THE 最近 どう?                       | 流れ星 飛石連休 ジグザグジギー プラスマイナス インスタントジョンソン                                         |                                                       |      |
| 11 | 8月2日   | チョップリンの家賃交渉               | チョップリン                                                                                                 |                                                       |      |
| 12 | 8月9日   | 大家志津香ファン感謝祭               | 大家志津香（AKB48）                                                                                          |                                                       |      |
| 13 | 8月16日  | サプライズで選ばれたい               | 博多大吉（博多華丸・大吉） 吉村崇（平成ノブシコブシ）                                                        |                                                       |      |
| 14 | 8月23日  | サプライズで選ばれたい               | 博多大吉（博多華丸・大吉） 吉村崇（平成ノブシコブシ）                                                        |                                                       |      |
| 15 | 9月6日   | 1ヵ月でどれだけできるのか選手権      | いとうあさこ 高橋茂雄（サバンナ）                                                                            |                                                       |      |
| 16 | 9月13日  | サビまでバレちゃいけないカラオケ大会 | 井上裕介（NON STYLE） 江上敬子（ニッチェ） 久保田和靖（とろサーモン）                                        |                                                       |      |
| 17 | 9月20日  | ミニスカート陸上2014秋               | 河本準一（次長課長） 澤部佑（ハライチ） 時椿サスケ（ざしきわらし）                                           |                                                       |      |
| 18 | 10月4日  | 小一時間選手権                       | 博多大吉（博多華丸・大吉)                                                                                    | 宮戸洋行（GAG少年楽団） 酒井美佳                      |      |
| 19 | 10月11日 | サビまでバレちゃいけないカラオケ大会 | 久保田和靖（とろサーモン） 藤森慎吾（オリエンタルラジオ） ニューヨーク                                       |                                                       |      |
| 20 | 10月18日 | クイズ! 若手 or NOT若手              | 濱口優（よゐこ） おのののか                                                                                  | ブルーリバー 平野ノラ コンマニセンチ                  |      |
| 21 | 10月25日 | クイズ! 若手 or NOT若手              | 濱口優（よゐこ） おのののか                                                                                  | お侍ちゃん めいどのみやげ 鬼越トマホーク チャーミング |      |
| 22 | 11月1日  | 日本エレキテル連合代役オーディション | 阿佐ヶ谷姉妹 流れ星 とろサーモン                                                                             |                                                       |      |
| 23 | 11月22日 | キングオブ○○                         | 巨匠 チョコレートプラネット バンビーノ                                                                       |                                                       |      |
| 24 | 12月6日  | ふてくされキング決定戦               | シソンヌ 日本エレキテル連合                                                                                  |                                                       |      |
| 25 | 12月13日 | どぶろっくの出来ること出来ないこと   | どぶろっく                                                                                                   |                                                       |      |

### 2015年
| 回 | 放送日   | 放送内容                                                   | ゲスト                                                                                     | その他出演者                                                                                | 備考 |
| -- | -------- | ---------------------------------------------------------- | ------------------------------------------------------------------------------------------ | ------------------------------------------------------------------------------------------- | ---- |
| 26 | 1月10日  | お金が掛かった企画は何でしょう!?制作費クイズ               | 久保田和靖（とろサーモン）                                                                 |                                                                                             |      |
| 27 | 1月17日  | 孫の欲しいモノちゃんと買えるか選手権                       | 田中卓志（アンガールズ）                                                                   |                                                                                             |      |
| 28 | 1月24日  | お笑いセンス 抜き打ちチェック                              | 土田晃之 有野晋哉（よゐこ） 飯塚悟志（東京03） ゆってぃ                                    |                                                                                             |      |
| 29 | 2月7日   | ミニスカート陸上2015冬                                     | 河本準一（次長課長） ちゅうえい（流れ星） 長谷川忍（シソンヌ）                             |                                                                                             |      |
| 30 | 2月14日  | ウチの子は出来ます!選手権                                  | ダブルブッキング 永野 巨匠                                                                 |                                                                                             |      |
| 31 | 2月21日  | 解散予防運動会                                             | インパルス ハライチ                                                                        |                                                                                             |      |
| 32 | 3月7日   | 「もうええわ」を言わない相方たち                           | 銀シャリ ブルーリバー おかずクラブ ハライチ                                                |                                                                                             |      |
| 33 | 3月14日  | 「もうええわ」を言わない相方たち                           | 銀シャリ ブルーリバー おかずクラブ ハライチ                                                |                                                                                             |      |
| 34 | 3月21日  | ノブコブ吉村くんをナントカしてあげよう!                    | 吉村崇（平成ノブシコブシ） 高橋茂雄（サバンナ） 大家志津香（AKB48） 板倉俊之（インパルス） |                                                                                             |      |
| 35 | 4月4日   | クイズ!意味分からない単語                                  | 河本準一（次長課長） 岡井千聖（℃-ute）                                                     |                                                                                             |      |
| 36 | 4月11日  | DJ KOOのはじめてのイロモネア練習                           | DJ KOO（TRF） 板倉俊之（インパルス） 田中卓志（アンガールズ）                              |                                                                                             |      |
| 37 | 4月18日  | 白塗りで行こう!選手権                                      | 高橋茂雄（サバンナ） 遼河はるひ                                                            |                                                                                             |      |
| 38 | 5月2日   | ぽいぽいポーカー                                           | 川元文太（ダブルブッキング） 河本準一（次長課長）                                          |                                                                                             |      |
| 39 | 5月9日   | ランドセル選手権                                           | 木下隆行（TKO） 井上聡（次長課長） 小宮浩信（三四郎）                                      |                                                                                             |      |
| 40 | 5月16日  | THE イイカタ                                               | 河本準一（次長課長） 江上敬子（ニッチェ） 小峠英二（バイきんぐ）                           |                                                                                             |      |
| 41 | 5月23日  | 黒田選手権                                                 | 橋本直（銀シャリ） 鈴木拓（ドランクドラゴン） 久保田和靖（とろサーモン）                   |                                                                                             |      |
| 42 | 6月6日   | ミニスカート陸上2015夏                                     | 濱口優（よゐこ） 小峠英二（バイきんぐ） 斎藤司（トレンディエンジェル）                     |                                                                                             |      |
| 43 | 6月13日  | ミニスカート陸上2015夏                                     | 濱口優（よゐこ） 小峠英二（バイきんぐ） 斎藤司（トレンディエンジェル）                     |                                                                                             |      |
| 44 | 6月20日  | クイズ!オレに惚れたワケ                                    | 高木晋哉（ジョイマン） ひぐち君（髭男爵） 永野                                             |                                                                                             |      |
| 45 | 7月4日   | THE イイカタ                                               | 川島明（麒麟） 板倉俊之（インパルス） 橋本直（銀シャリ）                                   |                                                                                             |      |
| 46 | 7月11日  | あばれる君・おかずクラブの出来ること出来ないこと           | あばれる君 おかずクラブ                                                                    |                                                                                             |      |
| 47 | 8月8日   | 第二の稲川淳二選手権                                       | 劇団ひとり 川島明（麒麟） 綾部祐二（ピース）                                               |                                                                                             |      |
| 48 | 8月22日  | 第二の稲川淳二選手権                                       | 劇団ひとり 川島明（麒麟） 綾部祐二（ピース）                                               |                                                                                             |      |
| 49 | 8月29日  | クイズ!技術さんが考えました                                | 高橋茂雄（サバンナ） 岡井千聖（℃-ute）                                                     | どぶろっく ピスタチオ お侍ちゃん クールポコ。 レギュラー ヒロシ バイク川崎バイク コウメ太夫 |      |
| 50 | 9月5日   | クイズ!技術さんが考えました                                | 高橋茂雄（サバンナ） 岡井千聖（℃-ute）                                                     | どぶろっく ピスタチオ お侍ちゃん クールポコ。 レギュラー ヒロシ バイク川崎バイク コウメ太夫 |      |
| 51 | 9月12日  | ベビーカー選手権                                           | HG（レイザーラモン） 加藤歩（ザブングル） 塙宣之（ナイツ）                                 |                                                                                             |      |
| 52 | 9月19日  | 俺の小説も読んでくれ!                                      | 渡部建（アンジャッシュ） 板倉俊之（インパルス） 向清太朗（天津）                           |                                                                                             |      |
| 53 | 10月3日  | カエルTシャツ選手権                                        | 渡部建（アンジャッシュ） 小宮浩信（三四郎）                                                |                                                                                             |      |
| 54 | 10月10日 | おれがあいつであいつがおれで選手権                         | バイきんぐ ナイツ インパルス                                                               |                                                                                             |      |
| 55 | 10月17日 | ハイキングウォーキング松田に気を使いながらラブソング歌合戦 | ハイキングウォーキング 江上敬子（ニッチェ） 井上裕介（NON STYLE）                          |                                                                                             |      |
| 56 | 10月24日 | 八木にバレずにどこまでできるか選手権                       | サバンナ 大家志津香（AKB48）                                                               |                                                                                             |      |
| 57 | 10月31日 | あわよくば作家になろう選手権                               | 村上健志（フルーツポンチ） 平子祐希（アルコ＆ピース） シャカ大熊                           |                                                                                             |      |
| 58 | 11月14日 | クイズ!オレに惚れたワケ                                    | 濱口優（よゐこ） くまだまさし ゴー☆ジャス 加藤歩（ザブングル）                             |                                                                                             |      |
| 59 | 12月5日  | 魂を感じろ!クイズ・天龍源一郎                              | 博多大吉（博多華丸・大吉） 神奈月                                                          | 天龍源一郎                                                                                  |      |
| 60 | 12月12日 | 山本昌選手権                                               | アントニー（マテンロウ） いとうあさこ 久保田和靖（とろサーモン）                           |                                                                                             |      |
| 61 | 12月19日 | 第1回前フリ王決定戦                                        | 博多大吉（博多華丸・大吉） 大久保佳代子（オアシズ） 川元文太（ダブルブッキング）           |                                                                                             |      |
| 62 | 12月26日 | 第2回前フリ王決定戦                                        | バカリズム 椿鬼奴 大水洋介（ラバーガール）                                                 |                                                                                             |      |

### 2016年
| 回 | 放送日   | 放送内容                                              | ゲスト | その他出演者                                                               | 備考 |
| -- | -------- | ----------------------------------------------------- | --- | -------------------------------------------------------------------------- | ---- |
| 63 | 1月9日   | とろサーモン久保田が選んだ『俺も出たかった企画』BEST5 | 久保田和靖（とろサーモン） |                                                                            |      |
| 64 | 1月16日  | 境界線大喜利                                          | アンガールズ ずん |                                                                            |      |
| 65 | 1月23日  | 使い勝手のいいフレーズ-1GP                            | 銀シャリ ウーマンラッシュアワー ロッチ                                                                                         |                                                                            |      |
| 66 | 1月30日  | 芸人年齢ハイ＆ロー                                    | 吉村崇（平成ノブシコブシ） 菊地亜美                                                                                            |                                                                            |      |
| 67 | 2月13日  | 坊主渋滞を考えよう                                    | あばれる君 小峠英二（バイきんぐ） 坂井良多（鬼越トマホーク） 澤部佑（ハライチ） 大悟（千鳥）                                   | クロちゃん（安田大サーカス）                                               |      |
| 68 | 2月20日  | 坊主渋滞を考えよう                                    | あばれる君 小峠英二（バイきんぐ） 坂井良多（鬼越トマホーク） 澤部佑（ハライチ） 大悟（千鳥）                                   | クロちゃん（安田大サーカス）                                               |      |
| 69 | 3月5日   | じわじわ笑い研究会                                    | 秋山竜次（ロバート） 劇団ひとり                                                                                                |                                                                            |      |
| 70 | 3月19日  | Poi Music Bar 〜1番ポイ感じで弾ける音楽芸人選手権〜   | カズレーザー（メイプル超合金） 友近                                                                                            |                                                                            |      |
| 71 | 3月26日  | 解散予防運動会                                        | 三四郎 ジューシーズ 平成ノブシコブシ                                                                                           |                                                                            |      |
| 72 | 4月2日   | お笑いマニア王決定戦                                  | 安田和博（デンジャラス） 柴田英嗣（アンタッチャブル） テラシマニアック                                                         |                                                                            |      |
| 73 | 4月9日   | お笑いマニア王決定戦                                  | 安田和博（デンジャラス） 柴田英嗣（アンタッチャブル） テラシマニアック                                                         |                                                                            |      |
| 74 | 4月23日  | 猫選手権                                              | 原西孝幸（FUJIWARA） 菅良太郎（パンサー）                                                                                      |                                                                            | 。   |
| 75 | 5月7日   | 情報性のあるネタ－1GP                                 | 土田晃之 | 田畑藤本 うしろシティ ジャイアントジャイアン タイムマシーン3号 イブ&クララ |      |
| 76 | 5月14日  | 裸渋滞を考えよう                                      | アキラ100% 小島よしお とにかく明るい安村 ハリウッドザコシショウ ワッキー（ペナルティ） クロちゃん（安田大サーカス）            |                                                                            |      |
| 77 | 5月21日  | 裸渋滞を考えよう                                      | アキラ100% 小島よしお とにかく明るい安村 ハリウッドザコシショウ ワッキー（ペナルティ） クロちゃん（安田大サーカス）            |                                                                            |      |
| 78 | 6月4日   | 六つ子選手権                                          | 安田和博（デンジャラス） 橋本直（銀シャリ） 小宮浩信（三四郎） 平井“ファラオ”光（馬鹿よ貴方は） カズレーザー（メイプル超合金） |                                                                            |      |
| 79 | 6月11日  | リオデジャネイヨ選手権                                | 井上裕介（NON STYLE） カズレーザー（メイプル超合金） 高橋茂雄（サバンナ） ノブ（千鳥） 藤田ニコル                              |                                                                            |      |
| 80 | 7月2日   | 出川哲朗の新たな一面を引き出そうGP                    | 出川哲朗 いとうあさこ 春日俊彰（オードリー） 劇団ひとり 小宮浩信（三四郎） バカリズム                                          |                                                                            |      |
| 81 | 7月9日   | 出川哲朗の新たな一面を引き出そうGP                    | 出川哲朗 いとうあさこ 春日俊彰（オードリー） 劇団ひとり 小宮浩信（三四郎） バカリズム                                          |                                                                            |      |
| 82 | 7月23日  | ミニスカート陸上2016夏                                | 綾部祐二（ピース） 田中卓志（アンガールズ） りゅうちぇる                                                                       |                                                                            |      |
| 83 | 7月30日  | ミニスカート陸上2016夏                                | 綾部祐二（ピース） 田中卓志（アンガールズ） りゅうちぇる                                                                       |                                                                            |      |
| 84 | 8月13日  | くりぃむシリーズ出演回数ランキング                    | 川元文太（ダブルブッキング）                                                                                                   |                                                                            |      |
| 85 | 8月20日  | 幽霊で行こう!                                         | 秋山竜次（ロバート） 大水洋介（ラバーガール）                                                                                  |                                                                            |      |
| 86 | 9月3日   | 真面目選手権                                          | アンガールズ 馬鹿よ貴方は 麒麟                                                                                                 |                                                                            |      |
| 87 | 9月10日  | 山田哲人選手権                                        | 柴田英嗣（アンタッチャブル） 橋本直（銀シャリ） 向井慧（パンサー）                                                             |                                                                            |      |
| 88 | 9月17日  | ボケモンをつかまえろ!                                 | 井上聡（次長課長） カズレーザー（メイプル超合金） ボケモンこと若手芸人35名                                                     |                                                                            |      |
| 89 | 9月24日  | THE ウゴキカタ                                        | 原西孝幸（FUJIWARA） 八木真澄（サバンナ） ワッキー（ペナルティ） 関太（タイムマシーン3号）                                     |                                                                            |      |
| 90 | 10月8日  | THE ウゴキカタ                                        | 原西孝幸（FUJIWARA） 八木真澄（サバンナ） ワッキー（ペナルティ） 関太（タイムマシーン3号）                                     |                                                                            |      |
| 91 | 10月15日 | 逆境選手権                                            | 鈴木拓（ドランクドラゴン） 中岡創一（ロッチ） 森田哲矢（さらば青春の光）                                                       |                                                                            |      |
| 92 | 10月22日 | クロマキー選手権                                      | 飯尾和樹（ずん） 田中卓志（アンガールズ） コカドケンタロウ（ロッチ）                                                           |                                                                            |      |
| 93 | 10月29日 | 芸人余力-1グランプリ                                  | 島田秀平 収納王子コジマジック（オーケイ） 大谷ノブ彦（ダイノジ）                                                               |                                                                            |      |
| 94 | 11月12日 | 関西弁選手権                                          | インパルス フルーツポンチ ハマカーン                                                                                           |                                                                            |      |
| 95 | 12月3日  | あいつ今、どんなネタしてる？                          | 土田晃之 | 永井佑一郎 レギュラー BOOMER                                               |      |
| 96 | 12月10日 | あいつ今、どんなネタしてる？                          | 土田晃之 | ジョイマン どきどきキャンプ 幹てつや                                       |      |
| 97 | 12月17日 | お笑いマニア王決定戦 予選会                           | テラシマニアック 若手芸人30名                                                                                                  | クロちゃん（安田大サーカス）                                               |      |
| 98 | 12月24日 | お笑いマニア王決定戦 予選会                           | テラシマニアック 若手芸人30名                                                                                                  | クロちゃん（安田大サーカス）                                               |      |

### 2017年
| 回  | 放送日   | 放送内容                                                     | ゲスト | その他出演者                                                               | 備考                     |
| --- | -------- | ------------------------------------------------------------ | --- | -------------------------------------------------------------------------- | ------------------------ |
| SP  | 1月3日   | くりぃむしちゅー特番 芸能界最強!お笑いマニア王決定戦         | 川島明（麒麟） 塙宣之（ナイツ） 安田和博（デンジャラス） 飯塚悟志（東京03） トレンディエンジェル 河村徳人（アゲイン） 広瀬アリス                                             |                                                                            | 火曜23:20 - 翌0:20の放送 |
| 99  | 1月7日   | NOT100オーバー選手権                                         | 河本準一（次長課長） 橋本直（銀シャリ） |                                                                            |                          |
| 100 | 1月14日  | 有田さん 僕に任せてお休みください！                          | 久保田和靖（とろサーモン） さがね正裕（X-GUN） |                                                                            |                          |
| 101 | 1月21日  | クイズ！相方今どこで何してる？                               | トレンディエンジェル 三四郎 |                                                                            |                          |
| 102 | 2月4日   | クイズ！相方今どこで何してる？                               | トレンディエンジェル 三四郎 |                                                                            |                          |
| 103 | 2月11日  | 帰ってきたバツイチツアー！                                   | 久保田和靖（とろサーモン） 高橋ひとみ |                                                                            |                          |
| 104 | 2月18日  | 関西の若手芸人に東京に馴染んでもらおう                       | 銀シャリ スーパーマラドーナ さらば青春の光 |                                                                            |                          |
| 105 | 3月4日   | ポストMr．ビーン日本代表決定戦                               | 河本準一（次長課長） 木下隆行（TKO） 秋山竜次（ロバート） ワッキー（ペナルティ）                                                                                             |                                                                            |                          |
| 106 | 3月11日  | ドキュメント7,2時間 〜ポストMr．ビーン日本代表決定戦の裏側〜 | 河本準一（次長課長） 木下隆行（TKO） 秋山竜次（ロバート） ワッキー（ペナルティ）                                                                                             | カズレーザー（メイプル超合金）                                             |                          |
| 107 | 3月18日  | TGC東京ガリガリコレクション2017                              | アンガールズ 石田明（NON STYLE） 板倉俊之（インパルス） バッドナイス常田 |                                                                            |                          |
| 108 | 3月25日  | TGC東京ガリガリコレクション2017                              | アンガールズ 石田明（NON STYLE） 板倉俊之（インパルス） バッドナイス常田 |                                                                            |                          |
| 109 | 4月8日   | 理想の上司になろう                                           | 博多大吉（博多華丸・大吉） 岡田結実 | ベック 入矢麻衣                                                            |                          |
| 110 | 4月15日  | クイズ！技術さんが考えました                                 | 河本準一（次長課長） 小島瑠璃子 | 小島よしお いつもここから ゆってぃ フォーリンラブ                          |                          |
| 111 | 4月22日  | クイズ！技術さんが考えました                                 | 河本準一（次長課長） 小島瑠璃子 | テツandトモ クールポコ。 コウメ太夫 スギちゃん                             |                          |
| 112 | 5月6日   | ちょうどいいイングリッシュ漫才選手権                         | ハマカーン パンクブーブー カミナリ | チャド・マレーン                                                           |                          |
| 113 | 5月13日  | プロレスマニア王決定戦                                       | 博多大吉（博多華丸・大吉） 長州小力 | 天龍源一郎                                                                 |                          |
| 114 | 5月20日  | プロレスマニア王決定戦                                       | 博多大吉（博多華丸・大吉） 長州小力 |                                                                            |                          |
| 115 | 6月3日   | アキラ100%で行こう                                           | アキラ100% 河本準一（次長課長） |                                                                            |                          |
| 116 | 6月10日  | THEウゴキカタ ペア・トーナメント                             | 原西孝幸（FUJIWARA） 久保田賢治（5GAP） ワッキー（ペナルティ） 福島善成（ガリットチュウ） 関太（タイムマシーン3号） かねきよ勝則（新宿カウボーイ） 伊勢浩二（BOOMER） ヲタル |                                                                            |                          |
| 117 | 6月17日  | THEウゴキカタ ペア・トーナメント                             | 原西孝幸（FUJIWARA） 久保田賢治（5GAP） ワッキー（ペナルティ） 福島善成（ガリットチュウ） 関太（タイムマシーン3号） かねきよ勝則（新宿カウボーイ） 伊勢浩二（BOOMER） ヲタル |                                                                            |                          |
| 118 | 6月24日  | 理想の先輩になろう                                           | 博多大吉（博多華丸・大吉） | 岡本夏美 けーしゃん                                                        |                          |
| 119 | 7月8日   | ミニスカート陸上2017                                         | 尾形貴弘（パンサー） 河本準一（次長課長） 獣神サンダー・ライガー |                                                                            |                          |
| 120 | 7月15日  | ミニスカート陸上2017                                         | 尾形貴弘（パンサー） 河本準一（次長課長） 獣神サンダー・ライガー |                                                                            |                          |
| 121 | 8月5日   | バイきんぐ西村にバレずにどこまで出来るか選手権               | 西村瑞樹（バイきんぐ） 井上裕介（NON STYLE） 小島瑠璃子 |                                                                            |                          |
| 122 | 8月19日  | くりぃむナンチャラ ファン感謝祭                              | | クロちゃん（安田大サーカス）                                               |                          |
| 123 | 9月2日   | 加藤一二三選手権                                             | 加藤一二三 板倉俊之（インパルス） 加藤歩（ザブングル） |                                                                            |                          |
| 124 | 9月9日   | クイズ!芸人やらせ家族                                        | 井上咲楽 | エハラマサヒロ 小堀裕之（2丁拳銃）                                         |                          |
| 125 | 9月16日  | 応援上映ネタ選手権                                           | 飯尾和樹（ずん） 小峠英二（バイきんぐ） | インデペンデンスデイ 錦鯉 サンシャイン池崎                                 |                          |
| 126 | 9月23日  | 忖度選手権                                                   | 黒瀬純（パンクブーブー） 川島明（麒麟） 石田たくみ（カミナリ） | フルーツおじさんとっしー ボン溝黒（カナリア） タツキ・マイアミ（あがすけ） |                          |
| 127 | 10月7日  | 境界線大喜利                                                 | ロッチ シソンヌ |                                                                            |                          |
| 128 | 10月14日 | 松山千春選手権                                               | 河本準一（次長課長） 小宮浩信（三四郎） 大悟（千鳥） |                                                                            |                          |
| 129 | 10月21日 | THEモリカタ                                                  | 柴田英嗣（アンタッチャブル） 大悟（千鳥） | 蛭子能収                                                                   |                          |
| 130 | 10月28日 | THEモリカタ                                                  | 柴田英嗣（アンタッチャブル） 大悟（千鳥） | 蛭子能収                                                                   |                          |
| 131 | 11月11日 | クイズ!相方に何があったのでしょうか?                         | 三四郎 パンクブーブー ミキ |                                                                            |                          |
| 132 | 11月18日 | 第2の上西小百合選手権                                        | 上西小百合 斎藤司（トレンディエンジェル） ハリウッドザコシショウ |                                                                            |                          |
| 133 | 12月2日  | クイズ!技術さんが考えました                                  | 濱口優（よゐこ） 岡田結実 | 天津木村 ですよ。 ホリ                                                     |                          |
| 134 | 12月9日  | クイズ!技術さんが考えました                                  | 濱口優（よゐこ） 岡田結実 | ヒロシ 原西孝幸（FUJIWARA） おばたのお兄さん                               |                          |
| 135 | 12月16日 | UNKOダウト                                                   | トレンディエンジェル ロッチ |                                                                            |                          |
| 136 | 12月23日 | 流行語潜り込ませ王                                           | 大悟（千鳥） 矢口真里 | 小島よしお とにかく明るい安村                                              |                          |

### 2018年
| 回  | 放送日   | 放送内容                                                       | ゲスト | その他出演者                 | 備考 |
| --- | -------- | -------------------------------------------------------------- | --- | ---------------------------- | ---- |
| 137 | 1月6日   | くりぃむナンチャラ特別編「ゲストはくりぃむ」                   | 丸山桂里奈 にゃんこスター 舛添要一                                                                                             |                              |      |
| 138 | 1月13日  | 理想の大人になろう!                                            | カンニング竹山 光浦靖子（オアシズ） 飯豊まりえ                                                                                 |                              |      |
| 139 | 1月20日  | 理想の大人になろう!                                            | カンニング竹山 光浦靖子（オアシズ） 飯豊まりえ                                                                                 |                              |      |
| 140 | 2月3日   | スタンディングオベーションを味わいたい!                        | 木下隆行（TKO） 尾形貴弘（パンサー）                                                                                           |                              |      |
| 141 | 2月10日  | 第2の鈴木亮平選手権                                            | なかやまきんに君 HG（レイザーラモン） 庄司智春（品川庄司） 浜谷健司（ハマカーン） 野田クリスタル（マヂカルラブリー）           |                              |      |
| 142 | 2月17日  | 第2の鈴木亮平選手権                                            | なかやまきんに君 HG（レイザーラモン） 庄司智春（品川庄司） 浜谷健司（ハマカーン） 野田クリスタル（マヂカルラブリー）           |                              |      |
| 143 | 3月3日   | 芸人相談酒場 ～にゃんこスターの将来を考えよう編～              | にゃんこスター 加藤歩（ザブングル） 黒沢かずこ（森三中） 原西孝幸（FUJIWARA）                                                  |                              |      |
| 144 | 3月10日  | スタンディングオベーションを味わいたい!                        | サンシャイン池崎 又吉直樹（ピース）                                                                                            |                              |      |
| 145 | 3月17日  | お受験パパ選手権                                               | 川島明（麒麟） 鰻和弘（銀シャリ）                                                                                              | 諏内えみ                     |      |
| 146 | 3月24日  | クイズ!相方今どこで何してる?                                   | 馬鹿よ貴方は マテンロウ まひる（ガンバレルーヤ）                                                                               |                              |      |
| 147 | 4月7日   | スタンディングオベーションを味わいたい!                        | 橋本直（銀シャリ） ミキ |                              |      |
| 148 | 4月14日  | スタンディングオベーションを味わいたい!                        | 橋本直（銀シャリ） ミキ |                              |      |
| 149 | 5月5日   | 金銀銅メダルを獲りたい!                                        | カンニング竹山 | クロちゃん（安田大サーカス） |      |
| 150 | 5月12日  | 村田がジャッジ! どっちが久保田でどっちが有田?                  | とろサーモン |                              |      |
| 151 | 5月19日  | ジャネイヨ選手権                                               | 小宮浩信（三四郎） 小峠英二（バイきんぐ） 黒瀬純（パンクブーブー） 昴生（ミキ）                                                |                              |      |
| 152 | 6月9日   | あたかもサッカー事件簿食いつかせ王                             | 劇団ひとり 河本準ー（次長課長） 土田晃之                                                                                       |                              |      |
| 153 | 6月23日  | コンビの絆を確かめよう選手権                                   | とろサーモン |                              |      |
| 154 | 7月7日   | もうええわを言わない相方たち                                   | アイデンティティ ダイアン 相席スタート カミナリ                                                                                |                              |      |
| 155 | 7月14日  | もうええわを言わない相方たち                                   | アイデンティティ ダイアン 相席スタート カミナリ                                                                                |                              |      |
| 156 | 8月11日  | 裸の王様度チェック                                             | 木下隆行（TKO） 那須晃行（なすなかにし） 庄司智春（品川庄司） 熊谷岳大（ガリットチュウ） 津田篤宏（ダイアン）                  |                              |      |
| 157 | 8月18日  | ミニスカート陸上2018                                           | 板倉俊之（インパルス） 春日俊彰（オードリー） 塚田僚一（A.B.C-Z）                                                              |                              |      |
| 158 | 8月25日  | ミニスカート陸上2018                                           | 板倉俊之（インパルス） 春日俊彰（オードリー） 塚田僚一（A.B.C-Z）                                                              |                              |      |
| 159 | 9月8日   | クイズ若手orNOT若手                                            | 濱口優（よゐこ） 岡副麻希 |                              |      |
| 160 | 9月15日  | クイズ若手orNOT若手                                            | 濱口優（よゐこ） 岡副麻希 |                              |      |
| 161 | 9月22日  | ギャラクシー大賞受賞記念! 不祥事起こしそうな奴は永久追放しよう | 久保田かずのぶ（とろサーモン） クロちゃん（安田大サーカス）                                                                    |                              |      |
| 162 | 10月6日  | あたかもプロレス事件簿食いつかせ王                             | 板倉俊之（インパルス） 川島明（麒麟） 若林正恭（オードリー）                                                                   |                              |      |
| 163 | 10月13日 | あたかもプロレス事件簿食いつかせ王                             | 板倉俊之（インパルス） 川島明（麒麟） 若林正恭（オードリー）                                                                   |                              |      |
| 164 | 10月20日 | RAZIN                                                          | 春日俊彰（オードリー） 加藤歩（ザブングル） 塚田僚一（A.B.C-Z） 浜谷健司（ハマカーン） なかやまきんに君 ワッキー（ペナルティ） |                              |      |
| 165 | 10月27日 | RAZIN                                                          | 春日俊彰（オードリー） 加藤歩（ザブングル） 塚田僚一（A.B.C-Z） 浜谷健司（ハマカーン） なかやまきんに君 ワッキー（ペナルティ） |                              |      |
| 166 | 11月17日 | 好感度低い芸人を救ってあげよう!                                | 狩野英孝 藤本敏史（FUJIWARA） 山内健司（かまいたち）                                                                           |                              |      |
| 167 | 12月8日  | スタンディングオベーションを味わいたい!                        | 藤本敏史（FUJIWARA） 西野未姫                                                                                                  |                              |      |
| 168 | 12月15日 | ゴリラ選手権                                                   | くっきー（野性爆弾） 津田篤宏（ダイアン） 原西孝幸（FUJIWARA）                                                                 |                              |      |
| 169 | 12月22日 | おじさんだけどTikTokで流行ってる振り付けを覚えよう!            | 中岡創一（ロッチ） | エリカ・マリナ姉妹 Haruka    |      |

### 2019年
| 回  | 放送日   | 放送内容                                      | ゲスト | その他出演者                                       | 備考                   |
| --- | -------- | --------------------------------------------- | --- | -------------------------------------------------- | ---------------------- |
| 170 | 1月12日  | くりぃむZONE 完全版SP                         | 本田翼 |                                                    |                        |
| 171 | 1月19日  | 年男選手権                                    | 田中直樹（ココリコ） 門倉貴史 天山広吉                                                                                    | 山田BODY 小嶋菜月                                  |                        |
| 172 | 1月26日  | スタディングオベーションを味わいたい!         | 秋山竜次（ロバート） 田渕章裕（インディアンス）                                                                           |                                                    |                        |
| 173 | 2月2日   | THEハプニングコント                           | チョコレートプラネット さらば青春の光 ハナコ                                                                              |                                                    |                        |
| 174 | 2月16日  | 科捜研の芸人                                  | 須田亜香里（SKE48） メルヘン須長                                                                                          | なかやまきんに君 江上敬子（ニッチェ） くまだまさし |                        |
| 175 | 3月2日   | 芸人相談酒場                                  | おばたのお兄さん 天竺鼠 加藤歩（ザブングル） 菊地亜美 河本準一（次長課長）                                                |                                                    |                        |
| 176 | 3月9日   | 境界線大喜利                                  | ダイアン かまいたち |                                                    |                        |
| 177 | 3月16日  | ジャネイヨ選手権                              | 粗品（霜降り明星） 森田哲矢（さらば青春の光） ナダル（コロコロチキチキペッパーズ） 西村瑞樹（バイきんぐ）                 |                                                    |                        |
| 178 | 3月23日  | ジャネイヨ選手権                              | 粗品（霜降り明星） 森田哲矢（さらば青春の光） ナダル（コロコロチキチキペッパーズ） 西村瑞樹（バイきんぐ）                 |                                                    | 名シーン完全版SPも放送 |
| 179 | 4月6日   | キャンプ芸人渋滞を考えよう                    | 阿諏訪泰義（うしろシティ） カンニング竹山 西村瑞樹（バイきんぐ）                                                          |                                                    |                        |
| 180 | 4月13日  | 金銀銅全部獲りたい!                           | 岡田圭右（ますだおかだ）                                                                                                  | 久保田かずのぶ（とろサーモン）                     |                        |
| 181 | 4月20日  | リアルキャスティングクイズ ～正解はAPさん～   | 菊地亜美 吉村崇（平成ノブシコブシ）                                                                                       |                                                    |                        |
| 182 | 5月4日   | ロッシーにバレずにどこまでできるか選手権      | ロッシー（野性爆弾） 大石絵理 河本準一（次長課長）                                                                        |                                                    |                        |
| 183 | 5月11日  | 芸人相談酒場                                  | トム・ブラウン ルシファー吉岡 加藤歩（ザブングル） 菊地亜美 河本準一（次長課長）                                          |                                                    |                        |
| 184 | 5月18日  | THE菊田処理王                                 | 菊田竜大（ハナコ） ジャングルポケット ライス かもめんたる                                                                 |                                                    |                        |
| 185 | 6月8日   | あたかも若者にささる話王                      | 千原ジュニア（千原兄弟） 小沢一敬（スピードワゴン） せいや（霜降り明星）                                                  |                                                    |                        |
| 186 | 6月22日  | あたかも若者にささる話王                      | 千原ジュニア（千原兄弟） 小沢一敬（スピードワゴン） せいや（霜降り明星）                                                  |                                                    |                        |
| 187 | 7月6日   | ミニスカート陸上2019 亀田兄弟パンチラ祭SP     | 尾形貴弘（パンサー） 亀田興毅 亀田大毅                                                                                    |                                                    |                        |
| 188 | 7月13日  | ミニスカート陸上2019 亀田兄弟パンチラ祭SP     | 尾形貴弘（パンサー） 亀田興毅 亀田大毅                                                                                    |                                                    |                        |
| 189 | 8月3日   | お笑いセンス抜き打ちテスト                    | 津田篤宏（ダイアン） 菅良太郎（パンサー） 橋本直（銀シャリ） 山内健司（かまいたち）                                       |                                                    |                        |
| 190 | 8月10日  | お笑い界NO.1坊主決定戦 ～真夏のアンコールSP～ | あばれる君 小峠英二（バイきんぐ） 坂井良多（鬼越トマホーク） 澤部佑（ハライチ） 大悟（千鳥） クロちゃん（安田大サーカス） |                                                    |                        |
| 191 | 8月17日  | ポストMr.ビーン日本代表決定戦 名作SP          | 河本準一（次長課長） 木下隆行（TKO） 秋山竜次（ロバート） ワッキー（ペナルティ）                                          |                                                    |                        |
| 192 | 9月7日   | 撮れ高保険付き芸人の自宅でお宝拝見            | 河本準一（次長課長） 久保田かずのぶ（とろサーモン） 瀧上伸一郎（流れ星） 小林礼奈                                         |                                                    |                        |
| 193 | 9月14日  | 第2のIKKOモノマネ芸人を探せ!                  | 藤本敏史（FUJIWARA） 森田哲矢（さらば青春の光）                                                                           | 佐藤耕平（ZERO1） 谷+1。                           |                        |
| 194 | 9月21日  | 芸人相談酒場                                  | 四千頭身 宮下草薙 河北麻友子 津田篤宏（ダイアン） 吉村崇（平成ノブシコブシ）                                              |                                                    |                        |
| 195 | 10月5日  | ポストMr.ビーン日本代表決定戦                 | 河本準一（次長課長） 秋山竜次（ロバート） 松尾駿（チョコレートプラネット） ワッキー（ペナルティ）                         |                                                    |                        |
| 196 | 10月26日 | サイコロ選手権                                | 浜口京子 板倉俊之（インパルス） 斉藤慎二（ジャングルポケット）                                                            |                                                    |                        |
| 197 | 11月2日  | サイコロ選手権                                | 浜口京子 板倉俊之（インパルス） 斉藤慎二（ジャングルポケット）                                                            |                                                    |                        |
| 198 | 11月16日 | 境界線大喜利                                  | アルコ&ピース 宮下草薙 |                                                    |                        |
| 199 | 11月23日 | 上田だってバズリたい!                         | 川原克己（天竺鼠） 河本準一（次長課長） 平子祐希（アルコ&ピース）                                                         |                                                    |                        |
| 200 | 12月7日  | 裏方マニア王決定戦                            | 片岡正徳（オオカミ少年） カンニング竹山 坂下千里子                                                                        |                                                    |                        |
| 201 | 12月14日 | 村西選手権                                    | 春日俊彰（オードリー） 斉藤慎二（ジャングルポケット）                                                                     | 西野未姫 フワちゃん 弘中綾香 ラストアイドル        |                        |
| 202 | 12月21日 | 芸人相談酒場                                  | 鬼越トマホーク ティモンディ かまいたち 浜口京子                                                                           |                                                    |                        |

### 2020年
| 回  | 放送日  | 放送内容                                  | ゲスト | その他出演者                                                                       | 備考                       |
| --- | ------- | ----------------------------------------- | --- | ---------------------------------------------------------------------------------- | -------------------------- |
| 203 | 1月11日 | クイズ!技術さんが考えました               | 川島明（麒麟） ゆきぽよ                                                                                      | 納言 ゴー☆ジャス 八木真澄（サバンナ）                                              |                            |
| 204 | 1月18日 | クイズ!技術さんが考えました               | 川島明（麒麟） ゆきぽよ                                                                                      | 東京ホテイソン 紺野ぶるま コウメ太夫                                               |                            |
| 205 | 1月25日 | ラグビーボールで遊ぼう!                   | 濱口優（よゐこ） 田渕章裕（インディアンス） 久保田かずのぶ（とろサーモン）                                   |                                                                                    |                            |
| 206 | 2月8日  | 総理大臣選手権                            | 笑福亭鶴瓶 河本準一（次長課長）                                                                              |                                                                                    |                            |
| 207 | 2月15日 | 総理大臣選手権                            | 笑福亭鶴瓶 河本準一（次長課長）                                                                              | おくりびと青木 ブルーザー ミベオノ ラムズ                                          |                            |
| 208 | 2月22日 | 芸人相談酒場                              | 納言 かが屋 かまいたち 浜口京子                                                                              |                                                                                    |                            |
| 209 | 3月7日  | 第2のライガー選手権                       | 獣神サンダー・ライガー 謹慎サンダー・ライガー。 2代目獣神サンダー・ライガー 獣神チェリー・ライガー。         |                                                                                    |                            |
| 210 | 3月14日 | 第2のライガー選手権                       | 獣神サンダー・ライガー 謹慎サンダー・ライガー。 2代目獣神サンダー・ライガー 獣神チェリー・ライガー。         |                                                                                    |                            |
| 211 | 3月21日 | 芸人相談酒場                              | ぺこぱ エイトブリッジ 柏木由紀（AKB48） ダイアン                                                             |                                                                                    |                            |
| 212 | 4月4日  | 第2の中西学選手権                         | 中西学 HG（レイザーラモン） 尾形貴弘（パンサー） 高岸宏行（ティモンディ） 平井“ファラオ“光（馬鹿よ貴方は）   | はるのぶ（おいどり大名） バケモン先生                                              |                            |
| 213 | 4月11日 | 第2の中西学選手権                         | 中西学 HG（レイザーラモン） 尾形貴弘（パンサー） 高岸宏行（ティモンディ） 平井“ファラオ“光（馬鹿よ貴方は）   | はるのぶ（おいどり大名） バケモン先生                                              |                            |
| 214 | 4月18日 | 盛り上がった企画おかわり選手権            | 次長課長 津田篤宏（ダイアン）                                                                                |                                                                                    |                            |
| 215 | 5月2日  | 未公開シーン大放出SP                      | |                                                                                    |                            |
| 216 | 5月9日  | くりぃむナンチャラ オリジナル競技大特集SP | |                                                                                    |                            |
| 217 | 5月16日 | 第2のぺこぱ選手権                         | かまいたち ダイアン ハマカーン                                                                               |                                                                                    |                            |
| 218 | 5月23日 | 理想の父親になろう!                       | 濱口優（よゐこ）                                                                                             | くまがいさとし ひかりんちょ ゆな                                                   |                            |
| 219 | 6月6日  | 上田ジェネレーション                      | SAKURAI ダニエルズ TOKYO COOL フカミドリ ジェラードン パンプキンショートケーキ 桐野安生                      |                                                                                    |                            |
| 220 | 6月13日 | 上田ジェネレーション                      | SAKURAI ダニエルズ TOKYO COOL フカミドリ ジェラードン パンプキンショートケーキ 桐野安生                      |                                                                                    |                            |
| 221 | 6月20日 | 有名人RESPECT企画 特別編                  | |                                                                                    |                            |
| 222 | 7月4日  | 若手芸人!自宅ふしぎ発見!                  | 長月翠（ラストアイドル） 濱家隆一（かまいたち） 安部紀克（納言） 菊地亜美 野田クリスタル（マヂカルラブリー） |                                                                                    |                            |
| 223 | 7月11日 | 若手芸人!自宅ふしぎ発見!                  | 長月翠（ラストアイドル） 濱家隆一（かまいたち） 安部紀克（納言） 菊地亜美 野田クリスタル（マヂカルラブリー） |                                                                                    |                            |
| 224 | 7月18日 | アイドル座付き作家選手権                  | 山内健司（かまいたち）                                                                                       | ニューヨーク 鍛治島彩（アップアップガールズ（2）） 長月翠（ラストアイドル） ゆな   |                            |
| 225 | 7月25日 | アイドル座付き作家選手権                  | 山内健司（かまいたち）                                                                                       | ニューヨーク 鍛治島彩（アップアップガールズ（2）） 長月翠（ラストアイドル） ゆな   |                            |
| 226 | 8月8日  | あたかも面白そうな映画紹介王              | 川島明（麒麟） 伊藤俊介（オズワルド）                                                                        |                                                                                    |                            |
| 227 | 8月15日 | たまには脳を休ませたい                    | 稲田直樹（アインシュタイン） 川島明（麒麟） ナダル（コロコロチキチキペッパーズ） 平子祐希（アルコ&ピース）   | 大橋ミチ子（びっくえんじぇる） 中川美優（まねきケチャ） 水湊みお（＃ババババンビ） |                            |
| 228 | 8月22日 | たまには脳を休ませたい                    | 稲田直樹（アインシュタイン） 川島明（麒麟） ナダル（コロコロチキチキペッパーズ） 平子祐希（アルコ&ピース）   | 大橋ミチ子（びっくえんじぇる） 中川美優（まねきケチャ） 水湊みお（＃ババババンビ） |                            |
| 229 | 9月5日  | 鬼退治の刀選手権                          | 塚地武雅（ドランクドラゴン） 山内健司（かまいたち） 椿鬼奴                                                   | クロちゃん（安田大サーカス）                                                       |                            |
| 230 | 9月12日 | 鬼退治の刀選手権                          | 塚地武雅（ドランクドラゴン） 山内健司（かまいたち） 椿鬼奴                                                   |                                                                                    |                            |
| 230 | 9月12日 | ミニスカート陸上2020＋1 メモリアル大会    | 次長課長 津田篤宏（ダイアン）                                                                                | クロちゃん（安田大サーカス）                                                       | AD岡部がディレクターに昇進 |
| 231 | 9月19日 | ミニスカート陸上2020＋1 メモリアル大会    | 次長課長 津田篤宏（ダイアン）                                                                                | クロちゃん（安田大サーカス）                                                       | 最終回                     |

## ネット局と放送時間
| 放送対象地域 | 放送局                      | 系列           | 放送日時                           | 放送開始日    |
| ------------ | --------------------------- | -------------- | ---------------------------------- | ------------- |
| 関東広域圏   | テレビ朝日（EX） （制作局） | テレビ朝日系列 | 土曜 2時20分 - 2時50分（金曜深夜） | 2014年4月5日  |
| 岩手県       | 岩手朝日テレビ（IAT）       | テレビ朝日系列 | 土曜 1時20分 - 1時50分（金曜深夜） | 2014年4月19日 |
| 愛媛県       | 愛媛朝日テレビ（eat）       | テレビ朝日系列 | 土曜 1時20分 - 1時50分（金曜深夜） | 2014年4月19日 |
| 福島県       | 福島放送（KFB）             | テレビ朝日系列 | 土曜 1時50分 - 2時20分（金曜深夜） | 2014年4月19日 |
| 宮城県       | 東日本放送（KHB）           | テレビ朝日系列 | 月曜 0時40分 - 1時10分（日曜深夜） | 2014年4月25日 |
| 山口県       | 山口朝日放送（yab）         | テレビ朝日系列 | 土曜 1時34分 - 2時04分（金曜深夜） | 2014年4月29日 |
| 熊本県       | 熊本朝日放送（KAB）         | テレビ朝日系列 | 土曜 2時15分 - 2時45分（金曜深夜） | 2014年5月3日  |
| 大分県       | 大分朝日放送（OAB）         | テレビ朝日系列 | 土曜 1時20分 - 1時50分（金曜深夜） | 2014年5月10日 |
| 石川県       | 北陸朝日放送（HAB）         | テレビ朝日系列 | 土曜 1時30分 - 2時00分（金曜深夜） | 2014年6月21日 |
| 福岡県       | 九州朝日放送（KBC）         | テレビ朝日系列 | 火曜 1時20分 - 1時50分（月曜深夜） | 2014年8月2日  |
| 鹿児島県     | 鹿児島放送（KKB）           | テレビ朝日系列 | 日曜 1時05分 - 1時35分（土曜深夜） | 不詳          |
| 日本全国     | テレ朝チャンネル1           | CS放送         | 土曜 22時00分 - 22時30分           | 2014年5月17日 |

### 過去のネット局
- 瀬戸内海放送（KSB）2015年10月28日 - 2016年9月25日[18]
- 新潟テレビ21（UX）2015年10月19日 - 2017年3月30日[19]
- 長崎文化放送（NCC）2014年5月7日 - 2017年4月6日[20]
- 長野朝日放送（abn）2015年10月1日 - 2020年9月5日[21]

### 単発放送
- 北海道テレビ（HTB）2015年5月16日（土） 16:55 - 17:25[22]

その後、2017年5月27日に#109が、2018年2月15日に#131が放送された。
- 朝日放送（ABC）

### 不定期放送
- メ～テレ（NBN) 2014年10月12日 に放送開始。日曜1:55-2:25（土曜深夜）の時間で放送していたが、現在不定期放送となっている。
- 青森朝日放送（ABA）2014年5月6日 - 2019年4月6日の間は遅れネット放送[23]。以後、不定期放送に移行している。

## スタッフ
- ナレーション：佐藤賢治
- 企画：上田晋也、有田哲平
- 構成：渡辺真也、町田裕章、北本かつら、樅野太紀
- カメラ：門倉秀樹
- 音声：田原裕太、立元捺美
- 照明：吉岡駿、伊藤直哉
- 美術：井磧伸介
- デザイン：山下高広
- 美術進行：山本和記
- 大道具：小宮山博章
- ヘアメイク：川口かつら
- CG：南治樹、真栄城樹
- 音効：加藤つよし
- 編集：小野坂智
- MA：宝月健
- 編成：田中真由子
- 宣伝：高橋夏子
- TK：吉条雅美
- デスク：相馬恵美
- 協力：テレビ朝日クリエイト、SWISH JAPAN、IMAGICA
- AD：岡部知穂、柴崎光司、渡辺大樹
- ディレクター：藤本達也、宮本大輔、大野剛史、土井功輔、山本健矢、竹内翼
- プロデューサー：三藤豊、佐藤雄
- ゼネラルプロデューサー：小田隆一郎（以前はプロデューサー）
- 制作協力：AX-ON
- 制作著作：テレビ朝日

### 過去のスタッフ
- TM：大島秀一
- デザイン：濱野恭平、飛田幸
- 美術進行：入江大介、廣澤陽子
- 大道具：後藤貴弘
- ヘアメイク：小川和美
- 編集：久保田和樹
- 編成：高橋正輝、大沢解都、瀧川恵、三浦靖雄
- AD：田中晋平、渡辺直哉、徳重淳也、西田心、金山将世、岡村佳代子、奥野一昭
- AP：吉田奈央
- ゼネラルプロデューサー：藤井智久、畔柳吉彦